# Calometopus modestus
Calometopus modestus är en skalbaggsart som beskrevs av Ricchiardi 2001. Calometopus modestus ingår i släktet Calometopus och familjen Cetoniidae. Inga underarter finns listade.